# シュウ酸カルシウム

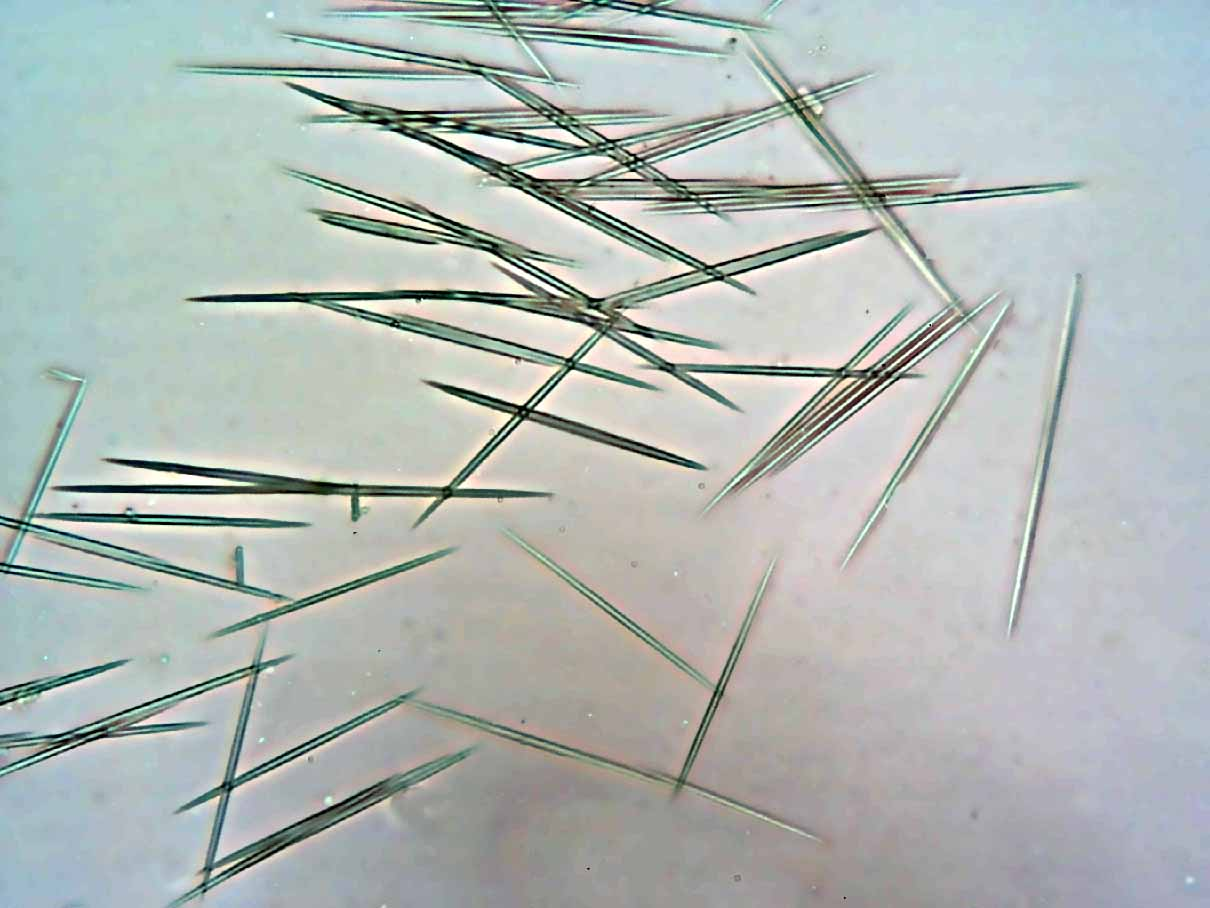
針状のシュウ酸カルシウム結晶。

シュウ酸カルシウム（シュウさんカルシウム、Calcium oxalate）は、組成式が CaC2O4 または (COO)2Ca と表されるカルシウムのシュウ酸塩で、針状の結晶である。無水物と一水和物、二水和物（ウェッデライト（英語: Weddellite））などが存在する。
日本の法令では毒物及び劇物取締法により劇物に指定される。

## 合成・反応
シュウ酸カルシウムはシュウ酸製造の中間生成物である。シュウ酸ナトリウムと水酸化カルシウムから、難溶性のシュウ酸カルシウムが得られ、そこからさらに硫酸によってシュウ酸が分離される。
{\displaystyle {\ce {Na2C2O4 + Ca(OH)2 -> CaC2O4 + 2 NaOH}}}
{\displaystyle {\ce {CaC2O4 + H2SO4 -> H2C2O4 + CaSO4}}}

## 性質
無色の結晶で水に難溶性であり、アルカリ土類金属のシュウ酸塩としては最も溶解度が小さく、シュウ酸カルシウムの沈殿はカルシウムイオンあるいはシュウ酸イオンの定量分析に用いられる。その溶解度積は18℃で以下の通りである。
{\displaystyle {\ce {CaC2O4 -> Ca^{2+}(aq)\ + C2O4^{2-}(aq)\ ,\ }}}{\displaystyle K_{\rm {sp}}=1.78\times 10^{-9}}
塩酸および硝酸には溶解する。赤熱により分解し、炭酸カルシウムを残す。

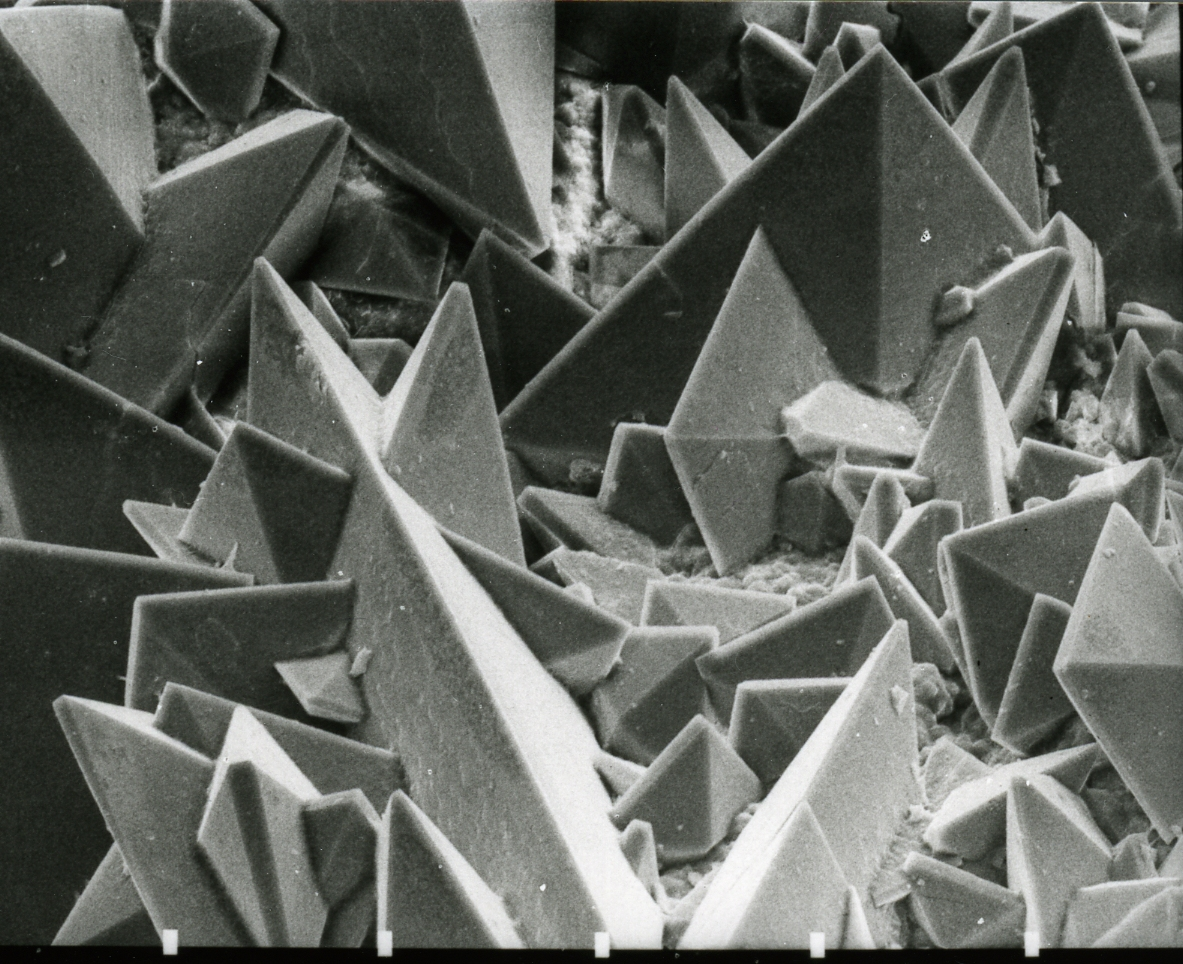
腎臓結石内のシュウ酸カルシウム結晶。

{\displaystyle {\ce {CaC2O4 -> CaCO3 + CO}}}

## 産出
シュウ酸カルシウムは、毒草のディフェンバキアに多く含まれる。また、ルバーブの葉やカタバミ、ヤマイモ、サトイモ、タロイモ、ヨウサイ、リュウゼツラン、モンステラ、未成熟のパイナップルなどにも見られ、量は少ないがホウレンソウにも含まれる。不溶性のシュウ酸カルシウムは、植物の茎、根、葉などに多く存在する。
ビールの醸造過程で使用される醸造槽などには、ビール石と呼ばれる茶色の結晶が付着することがあり、この主成分がシュウ酸カルシウムである。ビール石は、カルシウム塩・マグネシウム塩や様々な有機物からなり、醸造過程で沈着する。これは好ましくない微生物の増殖を促進し、槽内のビールの香を悪くしたり、だめにしたりする。

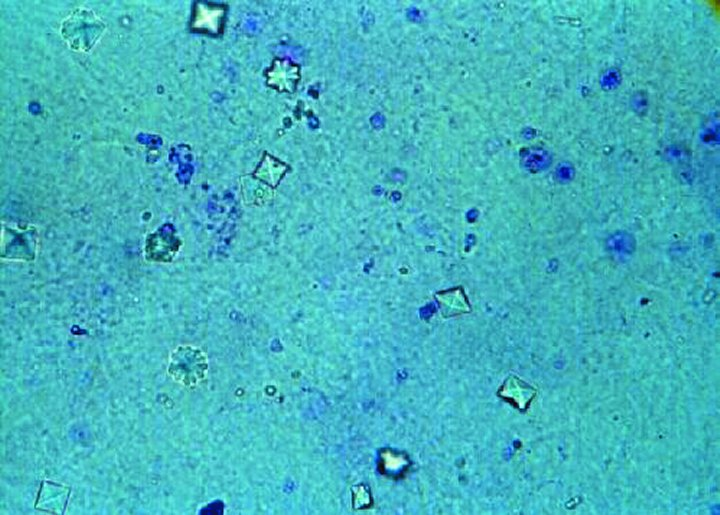
尿内で観察されるシュウ酸カルシウムの結晶

尿中のシュウ酸カルシウムの結晶は、一般的な尿路結石の主成分である。また、シュウ酸カルシウムの結晶生成は、エチレングリコール中毒の毒性効果の一つである。

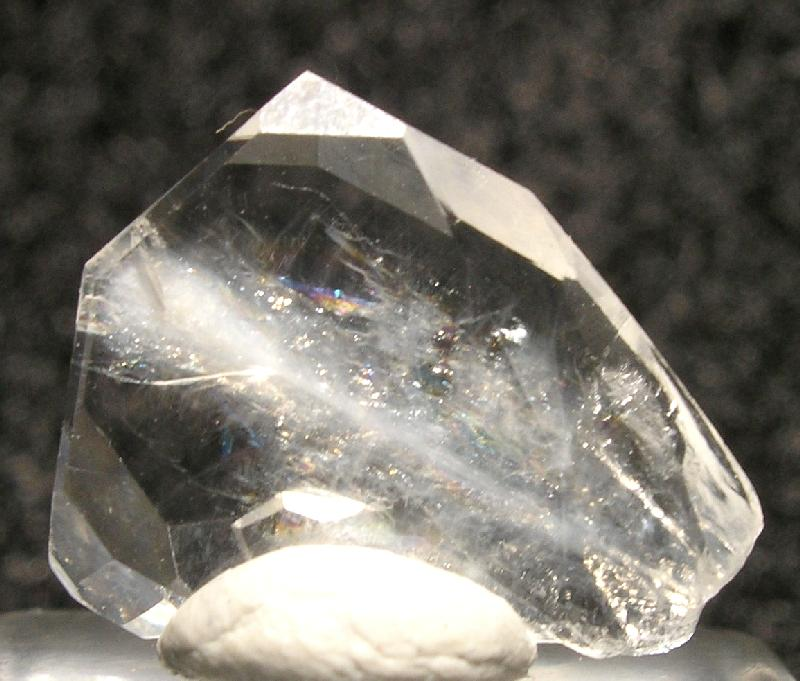
高純度のシュウ酸カルシウムを含むフーウェル石

シュウ酸カルシウムは、一水和物で石炭層に含まれることがあるヒューウェル石（en:whewellite）、二水和物のウェッデル石（en:weddellite）、三水和物で極めて稀産のカオックス石（de:caoxite)、の3つの形態で自然産出する。

## 摂取時の効果
わずかな量のシュウ酸カルシウムを摂取しただけでも、口と喉にひどい灼熱感を持って腫れ、窒息をもたらす。量が多い場合は深刻な消化器障害と呼吸困難を引き起こし、量によっては、昏睡や死亡に至る。深刻なシュウ酸中毒からでも回復することはあるが、不可逆的な肝臓と腎臓の障害が残る場合がある。軽度な例では、パイナップルを食べた際にブロメラインとの相乗効果を発揮し、口内の痛みの原因となる。また、生のサトイモの茎や葉にも多く含まれており、誤って摂取した際、突き刺さるような刺激を口内に受けることになる（乾燥していないサトイモの茎を食用に調理できるものは、特別に品種改良されたものに限られる）。
ディフェンバキアによる症状はさらにひどく、茎が唇、舌、口内粘膜、結膜、皮膚などと接触すると、シュウ酸カルシウムの針状結晶が痛みと浮腫をもたらす。浮腫の原因は第一には生成する結晶であるが、補助的に他の植物毒素（ブラジキニンなど）も関与している。

## 対処法
摂取した場合は、直ちに医者の診察を受けるべきである。植物から摂取した場合は、被害の程度は種類にも依る。おだやかなもの（サトイモなど）もあるが、深刻なもの（テンナンショウなど）もあり、呼吸困難になることがある。テンナンショウは、種子の鞘を少しかじっただけでも、直ちに腫れ上がり灼熱感が起こる。腫れが引くまでには12時間程度はかかる。アナフィラキシー症状と間違われる場合があるので注意が必要である。